# Tamar Garb
Tamar Garb, née en 1956, est une historienne de l'art et commissaire d'exposition britannique. Elle est spécialisée sur le féminisme, le corps, la sexualité et le genre dans les représentations culturelles.

## Biographie
Tamar Garb est née en Israël en 1956. Elle fréquente la Michaelis School of Fine Art, à l'Université de Cap, où elle a obtient un Bachelor of Arts en 1978. Elle s'installe à Londres. Elle obtient un Master of Arts en 1982 et son doctorat en 1991, au Courtauld Institute of Art . De 1988 à 1989, elle est chargée de cours à la Courtauld. Depuis 1989, elle enseigne à l'University College de Londres. En 2001, elle est nommée professeure en histoire de l'art. En 2014, elle est élue membre de la British Academy.
Dans un premier temps, elle interroge les représentations du corps, de la sexualité et du genre dans l'art, en France de la fin du XIXe et du début du XXe siècle. En 1994, elle publie Sisters of the Brush, Women’s Artistic Culture in Late Nineteenth-Century Paris. Il s'agit de ses recherches sur la formation artistique des femmes en France et de l’Union des femmes peintres et sculpteurs créé en 1881 par Hélène Bertaux. En 1995, elle travaille avec Linda Nochlin, pour l'essai The Jew in the Text ; Modernity and the Construction of Identity. Ensuite, ses recherches portent sur l'histoire de l'art et de la photographie dans l'Afrique du Sud post-apartheid.

## Publications
- Sisters of the Brush: Women's Artistic Culture in Late Nineteenth Century Paris, New Haven et Londres, Yale University Press, 1994
- Bodies of Modernity, Figure and Flesh in Fin de Siècle France, Londres, Thames & Hudson, 1998
- L'image agitée: les peintures de Vivienne Koorland, 1998
- Le visage peint: Portraits de femmes en France 1814-1914, New Haven et Londres, Yale University Press, 2007
- Le corps dans le temps ; Figures de la féminité à la fin du XIXe siècle en France, University of Washington Press, 2008
- Terres d'origine - Marques de terre ; Art contemporain d'Afrique du Sud, Londres, Haunch of Venison, 2008
- Figures and Fictions: Contemporary South African Photography, Londres, Victoria & Albert Museum, 2011

## Commissariat d'expositions
- Reisemalheurs : Vivienne Koorland, Freud Museum, Londres, 2007
- Marks/Home Lands : Contemporary Art from South Africa, Haunch of Venison Gallery, Londres, 2008
- Figures and Fictions: Contemporary South African Photography, Victoria and Albert Museum, Londres, 2011